# 팀 콘웨이
팀 콘웨이(Tim Conway, 1933년 12월 15일 ~ 2019년 5월 14일)는 미국의 배우이다.

## 출연 작품
- 웨이트 포 유어 래프 (2017)
- 스폰지밥3D (2015)
- 드래곤: 던 오브 더 드래곤 레이서 (2014)
- 수퍼 버디즈 (2013)
- 스푸키 버디즈 (2011)
- 핫 인 클리블랜드 1 (2010)
- 산타 버디즈 (2009)
- TV의 선구자 (2008)
- 가필드 - 마법의 샘물 (2008)
- 30 락 시즌2 (2007)
- 아리스토크래츠 (2005)
- 예스, 디어 (2000)
- 스피드 2 (1997)
- 미라클 맨 (1996)
- 닥터슬론 (1993)
- 코치 (1989)
- 못말리는 번디 가족 (1987)
- 더 롱샷 (1986)
- 캐논볼 2 (1984)
- 프라이벗 아이스 (1980)
- 프라이즈파이터 (1979)
- 애플 덤플링 갱 2 (1979)
- 인생은 미완성 (1977)
- 쉐기 D.A. (1976)
- 거스 (1976)
- 애플 덤플링 갱 (1975)
- 더 월드 그레이티스트 애슬리트 (1973)
- 특전 네이비 2 - 공군 조인 (1965)
- 특전 네이비 (1964)